# Maurice Constantin Weyer

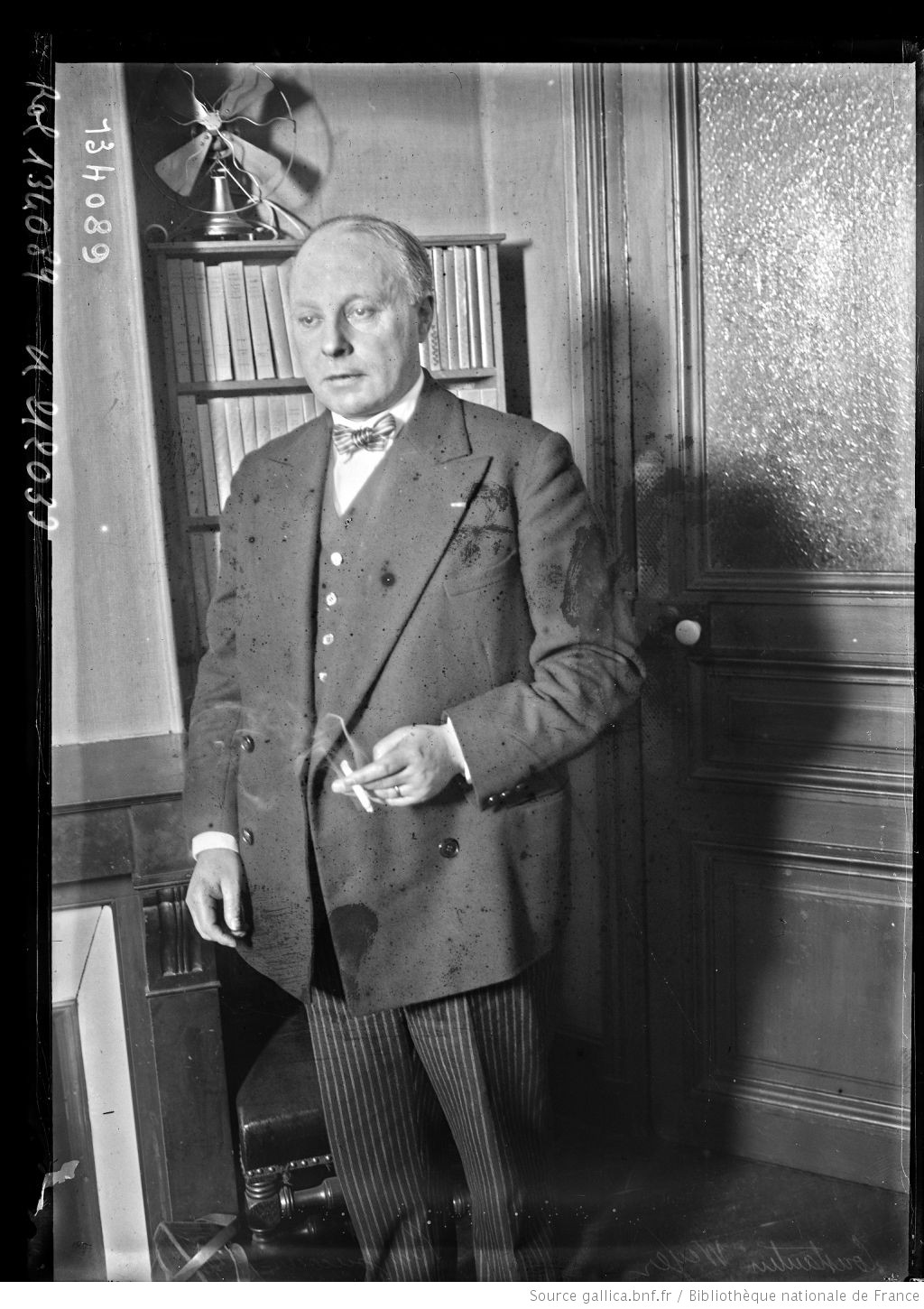
Retrato de Maurice Constantin-Weyer premio Goncourt 1928 por la agencia Rol.

Maurice Constantin-Weyer (Bourbonne-les-Bains, 24 de abril de 1881-Vichy, 22 de octubre de 1964) fue un escritor francés. Ganó el premio Goncourt en 1928, con la novela Un homme se penche sur son passé (Un hombre se asoma a su pasado).

## Biografía
Novelista, biógrafo y ensayista, Constantin vivió diez años en Canadá (Manitoba), entre 1904 y 1914, y este aventurado periodo llenó una gran parte de su labor productiva en Francia, entre 1920 y 1950. Fue un escritor de éxito, conocido por sus novelas de aventuras, la más importante de las cuales es Un hombre se asoma a su pasado, que ganó el premio Goncourt en 1928. La historia se desarrolla en las grandes praderas y el norte de Canadá a principios del siglo XX.
Después de su vuelta a Francia en 1914, luchó en la Primera Guerra Mundial, donde fue varias veces herido y condecorado (Verdún y Salónica). Tras la guerra se dedicó al periodismo y publicó novelas y biografías.
Su primer nombre fue Constantin, pero añadió el nombre de su segunda esposa en 1920 para llamarse Maurice Constantin-Weyer.

## Obra
- Les Images, 1902
- Vers l’Ouest, 1921
- La Bourrasque, 1925
- Manitoba, 1927. Hay una traducción al español con el mismo título, Manitoba, de Plaza y Janés, 1930.
- Cinq éclats de silex, 1927
- Cavelier de La Salle, 1927
- Un homme se penche sur son passé, 1928. Premio Goncourt, con una traducción al español, Un hombre se asoma a su pasado, publicada en Los premios Goncourt de novela, Plaza y Janés, 1957-1981.
- Clairière. Récits du Canada, 1929
- Morvan, 1929
- Shakespeare, 1929
- P.C. de compagnie, 1930
- La Salamandre, 1930
- La Vie du général Yusuf, 1930
- Champlain, 1931
- Du sang sur la neige, 1931
- Napoléon, 1931
- Drapeau rouge, 1931
- L’Âme du vin, 1932
- Les Secrets d’une maîtresse de maison, 1932
- Source de joie, 1932
- Mon gai royaume de Provence, 1933
- Une corde sur l’abîme, 1933
- Vichy ville du charme, 1933
- Un sourire dans la tempête, 1934
- Le Voyage de Leif L’Heureux, 1934
- La Croisière du jour sans fin, 1935
- Le Flâneur sous la tente, 1935
- La Demoiselle de la mort, 1936
- La Loi du nord ou Telle qu’elle était en son vivant, 1936
- Les compagnons de la houle, 1936
- Aime une ombre..., 1937
- La Marchande de mort, 1938
- La Nuit de Magdalena, 1938
- Les Tombes-d’amour, 1938
- Le moulinet à tambour fixe, 1938
- Autour de l’épopée canadienne, 1940
- L’Équipe sans nom, 1940
- L’Officier de troupe, 1940
- La Chasse au brochet, 1941
- Le Cheval de prise, 1941
- Le Maître de la route, 1941
- La Vérendrye, 1941
- Le flaneur sous la tente 1941 ?
- L’Aventure vécue de Dumas père, 1944
- L’Âme allemande, 1945
- Le grand Will. Drame historique en 3 actes, 1945
- Le Bar de San Miguel, 1946
- La Chanson d’Ingrid, 1946
- La Fille du soleil, 1946
- Sous le signe du vampire, 1947
- Vichy et son histoire, des origines à nos jours, 1947
- Pronunciamiento, 1948
- Dans les pas du naturaliste, 1950
- Naundorff ou Louis XVII?, 1950
- La Vie privée des poissons, 1954
- Les tragiques amours de Blanca, 1958
- Avec plus ou moins de rire (?)

Varias de sus obras han sido traducidas al inglés: A Man Scans His Past, 1929 (Un homme se penche sur son passé, 1928) - The Half Breed / A Martyr's Folly, 1930 – biografía novelizada de Louis Riel (La Bourrasque, 1925) - Towards the West, 1931 (Vers l'ouest, 1921) - The French Adventurer; The Life and Exploits of LaSalle, 1931 (Cavalier de La Salle, 1927) - Forest Wild, 1932 (Clairière, 1929).